# 파리 폴리
《파리 폴리》(프랑스어: La Ritournelle)는 2014년 공개된 프랑스의 코미디 영화이다.

## 출연

### 주연
- 이자벨 위페르
- 장 피에르 다루생

### 조연
- 미카엘 니크비스트
- 피오 마르마이
- 마리나 포이스
- 오드리 데이너
- 아나이스 드무스티어
- 클레망 메타예
- 베노이트 기로스
- 장-카를로스 클리쳇
- 피에르 디오트
- 이렌느 이스마일로프
- 아르튀르 마제
- 줄리앙 르프리제
- 장-미셀 코레이아
- 가브리엘 앳저
- 래티티아 스피가렐리
- 자비에 로빅
- 래티티아 스피가렐리
- 밀로 맥멀렌
- 앤드류 뱀필드

## 기타
- 공동제작: 이삭 샤리
- 공동제작: 토마스 알팬더리 Thomas Alfandari
- 조감독: 프랭클린 오하네시앙
- 미술: 프랑수아 엠마누엘리
- 세트: 티에리 루셀
- 시각효과: 티보 그라니에
- 의상: 마리트 쿠타르
- 배역: 콘스탄스 드몬토이
- 프로덕션매니저: 빈센트 레포브리